# Mo (rijeka)
Rijeka Mo je rijeka Gane i Toga, a izvire u Togu i teče prema zapadu, tvoreći kratki dio međunarodne granice između Gane i Toga. Ulijeva se u jezero Volta u Gani.

## Vanjske poveznice
|  | Zajednički poslužitelj ima još gradiva o temi Mo (rijeka) |